# سن-سسیل-دو-ویتون، کبک
سن-سسیل-دو-ویتون (به فرانسوی: Sainte-Cécile-de-Whitton) شهری در منطقه شهری لو گرانیت ناحیه استری در استان کبک کانادا است. در سرشماری سال ۲۰۱۱ این شهر ۸۸۶ نفر جمعیت داشته‌است و مساحت آن ۱۴۶٫۵۹ کیلومتر مربع است.